# Agencia Valenciana de la Innovación
La Agencia Valenciana de la Innovación (en valenciano, Agència Valenciana de la Innovació) (AVI), es un organismo público perteneciente a la Generalidad Valenciana creado el 1 de febrero de 2017 por la ley 1/2017 de la Generalidad Valenciana y adscrito a la Consejería de Innovación, Universidades, Ciencia y Sociedad Digital de la Generalidad Valenciana.
Su misión es contribuir a la transformación del modelo productivo de la Comunidad Valenciana con el objetivo de alcanzar un crecimiento económico inteligente, sostenible y cohesionado socialmente, mediante el fomento del conocimiento ya disponible y el desarrollo de la capacidad innovadora.
La AVI participa en la coordinación y diseño de la estrategia de innovación de la Comunidad Valenciana y todas sus acciones se dirigen a propiciar la interconexión de los tres grandes eslabones que configuran el Sistema Valenciano de Innovación: comunidad científica, institutos tecnológicos y empresariado, generando un alto impacto en el sistema productivo.
Desde el inicio de su actividad, en la primavera de 2018, la Agencia ha movilizado más de 240 millones de euros, entre inversión pública y privada, para impulsar el desarrollo de innovaciones dirigidas específicamente a resolver los desafíos y necesidades de las empresas de la Comunidad Valenciana.

Los agentes que conforman el sistema valenciano de innovación participan en la definición de las políticas de la AVI, a través del Consejo Valenciano de la Innovación, máximo órgano asesor de esta entidad de derecho público, en el que participan un centenar de representantes de la comunidad científica, institutos tecnológicos y el empresariado, además de los agentes sociales y económicos vinculados con la I+D+i en la Comunidad Valenciana.

La AVI tiene su sede en la ciudad de Alicante, concretamente en la Rambla Méndez Núñez, 41 (Torre PROP). También cuenta con una Oficina en la ciudad de Valencia.